# Мотордеталь
Костромской завод автокомпонентов («КЗА», «Мотордеталь») — специализированный завод по производству деталей цилиндро-поршневой группы, а также других автомобильных запасных частей. Поставщик большинства моторостроительных конвейеров России и СНГ. Российский партнёр концерна «Federal-Mogul». Производство находится в городе Кострома Костромской области. Полное наименование организации Акционерное общество «Костромской завод автокомпонентов».

## История предприятия
13 июля 1967 года министр автомобильной промышленности СССР Александр Михайлович Тарасов подписал приказ о создании дирекции Костромского завода гильз, поршней и поршневых пальцев на основании постановления ЦК КПСС и Совета Министров СССР № 416 от 10 мая 1967 года.
Спустя 5 лет — в 1972 году началось строительство первых производственных площадок, была объявлена ударная стройка. На строительство первого пускового комплекса было потрачено 11 миллионов 650 тысяч рублей. В январе 1973 года был построен и сдан в эксплуатацию корпус вспомогательных цехов (КВЦ), в состав которого входили: инструментальный, монтажный, ремонтно-механический, цех автоматизации, а также другие службы и участки.
Костромской завод должен был стать первым заводом в Советском Союзе, где в одном месте будут производиться все комплектующие цилиндро-поршневой группы, а именно: поршень, гильза, поршневые кольца и поршневой палец. Предприятие было решено оснащать самым современным оборудованием. Поставками оборудования занимались ведущие мировые производители: США — автоматические линии полной обработки поршней, ФРГ — прессы холодного выдавливания поршневых пальцев и плавильное оборудование, Франция — литейное оборудование гильз, Италия — машины для отливки поршней.
Первую продукцию завод произвёл в 1975 году. Позднее, в этом же году, завод выпустил уже миллионную заготовку поршневого пальца. В ноябре 1975 года в канун годовщины Октябрьской революции, были отлиты первые поршни для двигателей ЗМЗ. Одновременно с запуском литейной линии шла подготовка к производству гильз для дизельного двигателя КамАЗ-740. Между цехами началось острое соперничество за право первыми выпускать продукцию. Так 25 ноября 1975 года появился первый газовский поршень, позднее 27 ноября состоялась отливка первых гильз. В ноябре 1978 года закончены работы на автоматических линиях по производству поршневых пальцев для двигателя ЗМЗ-21. Именно в 70-е годы закладывались традиции, позволившие заводу «Мотордеталь» стать крупнейшим в России и СНГ производителем поршневых групп.
В 1992 году на предприятии утверждён план приватизации — завод становится акционерным обществом открытого типа.
В 2000 году предприятие получает сертификат соответствия требованиям международного стандарта ISO 9001. Сертификат был выдан авторитетной немецкой организацией — TÜV.
В 2007 году компания «Мотордеталь» отметила тридцатилетие поставок продукции на конвейер КАМАЗ. В этом же году компания «Мотордеталь» под собственной торговой маркой начала поставки топливных, воздушных и масляных фильтров.
В 2009 году главный конструктор компании АвтоВАЗ — Евгений Николаевич Шмелёв дал положительное заключение и одобрил использование продукции компании «Мотордеталь».

## Настоящее время
В современном мире компания «Мотордеталь» ежегодно производит более 22 миллионов единиц готовой продукции и удерживает приблизительно 40 % российского рынка. Продукция компании импортируется в 40 стран мира.
Благодаря высокому уровню качества продукции, завод «Мотордеталь» успешно участвует в программе локализации производства автомобильных компонентов и конкурирует на мировом рынке. В рамках реализации, такие концерны как: Renault, Nissan, Ford, Mazda и Volkswagen в двигателях, производимых на территории России используют поршневую завода «Мотордеталь».

## Рейтинговые оценки
Рейтинговое агентство АКРА в 2024 году присвоило АО «КЗА» рейтинговую оценку BBB(RU) со стабильным прогнозом. В 2025 году рейтинг был отозван.

## Награды
- В 2008 году «Мотордеталь» удостоена награды на выставке «Автопром. Автокомпоненты-2008» в Тольятти[12].
- 18 июля 2019 года компания «КЗА» получила статус Ford Q1 как приоритетный поставщик[13][неавторитетный источник].